# Lebesguemått
Inom matematiken är Lebesguemått ett mått som motsvarar de vanliga uppfattningarna om längd, yta och volym för mängder i en, två och tre dimensioner.  Lebesguemåttet är definierat i det euklidiska rummet {\displaystyle \mathbb {R} ^{n}}. Det introducerades år 1901 i en artikel av Henri Lebesgue och publicerades även i hans doktorsavhandling 1902.

## Yttre Lebesguemått
Lebesguemåttet definieras ofta med hjälp av ett yttre mått som kallas Lebesgues yttre mått eller yttre Lebesguemått. Med detta yttre mått går det att mäta alla mängder, men det saknar vissa egenskaper som ett mått skall ha.
Lebesgues idé var att använda den linjära strukturen i {\displaystyle \mathbb {R} ^{n}} för att beräkna storleken på mängder. Man täcker mängden som ska mätas med rätblock, eftersom volymen av rätblock är lätt att beräkna och tar sedan den minsta volymsumman av rätblocken.

### n-intervall
Ett "rätblock" i flera dimensioner kallas n-intervall och "volymen" av n-intervallet för n-måttet.
Mer exakt, en mängd {\displaystyle R\subset \mathbb {R} ^{n}} är ett n-intervall, om det finns {\displaystyle a_{i}\leq b_{i}\in \mathbb {R} ,i=1,2,...,n} så att
{\displaystyle R=[a_{1},b_{1}]\times [a_{2},b_{2}]\times ...\times [a_{n},b_{n}].}
där {\displaystyle \times \,} innebär cartesisk produkt. 
I geometri definieras ofta längden för intervallet {\displaystyle [a,b]\,} som talet {\displaystyle b-a\,}. Likartat definieras n-måttet för ett n-intervall {\displaystyle I\subset \mathbb {R} ^{n}} som talet
{\displaystyle \mu (I):=(b_{1}-a_{1})(b_{2}-a_{2})...(b_{n}-a_{n})=\prod _{i=1}^{n}(b_{i}-a_{i}).}
Med formeln ovan är det möjligt att mäta storleken på alla n-intervall i {\displaystyle \mathbb {R} ^{n}}.

### Alla mängder
Nästa steg är att utvidga den här definitionen för alla mängder. Låt {\displaystyle {\mathcal {I}}^{n}} vara familjen av alla n-intervall i {\displaystyle \mathbb {R} ^{n}}.
Det yttre Lebesguemåttet är en funktion {\displaystyle {\mathcal {L}}_{n}^{*}:{\mathcal {P}}(\mathbb {R} ^{n})\rightarrow [0,+\infty ]}, definierad som:
{\displaystyle {\mathcal {L}}_{n}^{*}(A):=\inf \left\{\sum _{k=1}^{\infty }\mu (I_{k}):A\subset \bigcup _{k=1}^{\infty }I_{k}{\mbox{ och }}I_{k}\in {\mathcal {I}}^{n},k\in \mathbb {N} \right\}.}
Så att yttre Lebesguemåttet är definierat för alla mängder i {\displaystyle \mathbb {R} ^{n}}. 
Man kallar den här funktionen yttre Lebesguemåttet, eftersom det är ett yttre mått. Mer precist uppfyller funktionen {\displaystyle {\mathcal {L}}_{n}^{*}} följande kriterier:
- Icke-negativitet: ingen mängd har negativt yttre Lebesguemått:

{\displaystyle {\mathcal {L}}_{n}^{*}(A)\geq 0},
för alla {\displaystyle A\subset \mathbb {R} ^{n}\,}.
- Tomma mängden har måttet noll:

{\displaystyle {\mathcal {L}}_{n}^{*}(\varnothing )=0},
- Monotonicitet: om {\displaystyle A\subset B\subset \mathbb {R} ^{n}}, så är

{\displaystyle {\mathcal {L}}_{n}^{*}(A)\leq {\mathcal {L}}_{n}^{*}(B)}
- Subadditivitet: om {\displaystyle (A_{i})\,} är en uppräknelig följd av mängder i {\displaystyle \mathbb {R} ^{n}} så är

{\displaystyle {\mathcal {L}}_{n}^{*}\left(\bigcup _{k=1}^{\infty }A_{k}\right)\leq \sum _{k=1}^{\infty }{\mathcal {L}}_{n}^{*}(A_{k})}.

## Lebesguemått
Yttre Lebesguemått är inte ett mått, eftersom det inte är sigma-additivt, på grund av att det finns för mycket mängder att mäta. Därför måste man identifiera vilka mängder som inte är resonliga att mäta.
Man säger att {\displaystyle A\subset \mathbb {R} ^{n}} är en Lebesguemätbar mängd om det uppfyller Carathéodorys kriterium: 
{\displaystyle {\mathcal {L}}_{n}^{*}(E)={\mathcal {L}}_{n}^{*}(E\cap A)+{\mathcal {L}}_{n}^{*}(E\setminus A).}
Det går att visa att det finns mängder som inte är Lebesguemätbara. Om man begränsar yttre Lebesguemåttet till Lebesguemätbara mängder är det ett mått.
Mer precist, låt {\displaystyle {\mbox{Leb}}\mathbb {R} ^{n}} vara familjen av alla {\displaystyle \mathbb {R} ^{n}} Lebesguemätbara mängder.
Eftersom funktionen {\displaystyle {\mathcal {L}}_{n}^{*}} är ett yttre mått, går det att visa att familjen {\displaystyle {\mbox{Leb}}\mathbb {R} ^{n}} är en sigma-algebra och att funktionen {\displaystyle {\mathcal {L}}_{n}^{*}} är uppräkneligt additiv för alla Lebesguemätbara mängder. Därför är funktionen 
{\displaystyle {\mathcal {L}}_{n}:={\mathcal {L}}_{n}^{*}|{\mbox{Leb}}\mathbb {R} ^{n}}
ett mått, kallat n-dimensionella Lebesguemåttet.

## Inre Lebesguemått
Carathéodorys kriterium för Lebesguemätbarhet är ganska abstrakt och inte nödvändigtvis det mest intuitiva. För mängder med ändligt yttre Lebesguemått finns det andra definitioner för mätbarhet som är ekvivalenta med Carathéodorys kriterium. Exempelvis kan man använda vad som kallas inre Lebesguemåttet.
Till exempel om {\displaystyle A\subset [0,1]} är Lebesguemätbar så är måttet för {\displaystyle A\,} talet {\displaystyle 1-{\mathcal {L}}_{1}^{*}([0,1]\setminus A)}. Likaså om {\displaystyle A\subset [0,1]^{n}} är Lebesguemätbar så är måttet för {\displaystyle A\,} talet {\displaystyle 1-{\mathcal {L}}_{1}^{*}([0,1]^{n}\setminus A)}. Inre Lebesguemåttet utvidgar det här begreppet för hela rummet {\displaystyle \mathbb {R} ^{n}}.
För {\displaystyle A\subset \mathbb {R} ^{n}} med {\displaystyle {\mathcal {L}}_{n}^{*}(A)<\infty } är det inre Lebesguemåttet talet
{\displaystyle {\mathcal {L}}_{n*}(A):=\limsup _{k\rightarrow \infty }\,\left[{\mathcal {L}}_{n}^{*}([-k,k]^{n})-{\mathcal {L}}_{n}^{*}([-k,k]^{n}\setminus A)\right].}
Det går att visa att för {\displaystyle A\subset \mathbb {R} ^{n}} med {\displaystyle {\mathcal {L}}_{n}^{*}(A)<\infty }
{\displaystyle {\mathcal {L}}_{n*}(A)\leq {\mathcal {L}}_{n}^{*}(A)}.
Det går även att visa att en mängd {\displaystyle A\subset \mathbb {R} ^{n}} med {\displaystyle {\mathcal {L}}_{n}^{*}(A)<\infty } är Lebesguemätbar om och endast om
{\displaystyle {\mathcal {L}}_{n*}(A)={\mathcal {L}}_{n}^{*}(A)}

## Exempel
- Låt {\displaystyle A=\{(x,y)\in \mathbb {R} ^{2}:0\leq x\leq 1,y=0\}}, och för alla {\displaystyle \varepsilon >0} låt {\displaystyle I_{\varepsilon }:=[0,1]\times [-\varepsilon ,\varepsilon ].}

Det följer att {\displaystyle A\subset I_{\varepsilon }}:s 2-mått är
{\displaystyle \mu (I_{\varepsilon })=(1-0)(\varepsilon -(-\varepsilon ))=2\varepsilon .}
Så att
{\displaystyle {\mathcal {L}}_{2}^{*}(A)\leq \mu (I_{\varepsilon })=2\varepsilon \rightarrow 0,} när {\displaystyle \varepsilon \rightarrow 0,}
följaktligen är {\displaystyle {\mathcal {L}}_{2}^{*}(A)=0} eftersom {\displaystyle {\mathcal {L}}_{2}^{*}} inte är negativ.
- Alla uppräkneliga mängder är nollmängder. Låt {\displaystyle A\subset \mathbb {R} ^{n}} vara en uppräknelig mängd. Då

{\displaystyle A=\{x_{i}:i\in \mathbb {N} \}.}
Eftersom {\displaystyle {\mathcal {L}}_{n}^{*}} är subadditiv så är
{\displaystyle {\mathcal {L}}_{n}^{*}(A)\leq \sum _{i=1}^{\infty }{\mathcal {L}}_{n}^{*}(\{x_{i}\})=\sum _{i=1}^{\infty }0=0},
dvs {\displaystyle {\mathcal {L}}_{n}^{*}(A)=0}.
- Det finns även överuppräkneliga mängder som har Lebesguemåttet noll, exempelvis har Cantormängden 1-dimensionella Lebesguemåttet noll.

- Det går även att visa att om {\displaystyle A\subset \mathbb {R} } och varje delmängd till A är Lebesguemätbar så är {\displaystyle {\mathcal {L}}_{1}(A)=0}. En följd av detta är att varje mängd som har positivt mått har en delmängd som inte är mätbar.

## Egenskaper
Lebesguemåttet är ett ganska naturligt mått i {\displaystyle \mathbb {R} ^{n}}. Yttre Lebesguemåttet är ett yttre regelbundet och metriskt yttre mått.  Lebesguemåttet är ett Borelmått, ett Radonmått, ett Haarmått, ett komplett mått och ett Ahlfors-regelbundet mått i {\displaystyle \mathbb {R} ^{n}}. Det är även ett produktmått över Borelmängder.
Lebesguemåttet är inte lämpligt för att mäta mängder med komplicerade geometriska strukturer, exempelvis mångfalder och fraktaler. För dessa finns ett mer modernt mått, Hausdorffmåttet.
Å andra sidan finns för mått i {\displaystyle \mathbb {R} ^{n}} ett {\displaystyle c=c(n)>0\,} så att
{\displaystyle {\mathcal {H}}^{n}=c{\mathcal {L}}_{n}^{*}},
där {\displaystyle {\mathcal {H}}^{n}} är n-dimensionella yttre Hausdorffmåttet och
{\displaystyle c(n)=2^{-n}{\frac {\pi ^{n/2}}{\Gamma ({\frac {n}{2}}+1)}},}
där {\displaystyle \Gamma \,} är Gammafunktionen.